# Campeonato Armênio de Futebol de 2019–20
A Armenian Premier League de 2019–20 é a 28ª edição da elite do futebol armênio. O atual defensor do título é o Ararat-Armenia. Em 21 de fevereiro a Federação de Futebol da Armênia anunciou a desistência do Yerevan, que estava com problemas técnicos e financeiros. Em 23 de março o torneio foi paralisado por conta da Pandemia de COVID-19, mas retornou em 23 de maio, estendendo o calendário.